# Loding
Loding est une entreprise française créée en 1998, distribuant des chaussures, mais également une offre multi-produits avec des vêtements et accessoires, pour homme, à travers un réseau majoritairement constitué de franchises installées dans les centres-villes.

## Historique
Michel Gozlan ouvre une première boutique en 1998, rue de Berri à Paris. À l'origine, le réseau de la quinzaine de premières boutiques est développé par la marque ; mais en 2007, celui-ci est peu à peu revendu à des franchisés. Loding n'en conservera que deux en propre à Paris. Michel Gozlan meurt en août 2012, son frère Albert lui succède.

## Présentation
Loding est une entreprise française distribuant des chaussures pour homme de milieu de gamme à prix unique. Les chaussures, dans les différentes finitions de la gamme « Classiques » composée d'environ 70 modèles, sont toutes basées sur une forme à monter unique permettant de réduire ainsi les coûts de production et les prix de vente. Les différents modèles de chaussures sont proposés soit en « montage Goodyear », soit, depuis 2009, en « montage Blake ». La marque propose également une gamme intitulée Loding Sport avec une première collection de quelques modèles (dont un mocassin type « car shoe ») dans divers coloris, également à prix unique.
Bien que gardant une image orientée vers la chaussure, la marque propose également dans ses points de vente des polos, chemises, cravates, pull, ceintures, chaussettes, ainsi que tous les accessoires nécessaires à l'entretien de la chaussure, comme des embauchoirs.

### En chiffres
L'entreprise possède dans le monde un réseau d'une soixantaine de points de vente en France (dont 19 en propre fin 2018), dont une dizaine à Paris, ainsi qu'en Belgique, en Pologne, en Suisse, en Slovaquie, au Maroc, à Hong-Kong et en Corée.
La fabrication des 150 000 paires annuelles distribuées par l'entreprise était réalisée au Portugal. Outre les chaussures, le prêt-à-porter et accessoires représentent 40 % du chiffre d'affaires des points de vente,.